# Richard Pogatschnigg
Richard Pogatschnigg (slovinsky Rihard Pogačnik) (14. prosince 1838 Terst – 22. října 1895 Pula) byl rakousko-uherský admirál slovinského původu. Jako absolvent námořní akademie sloužil u c. k. námořnictva od roku 1856 a v mládí se zúčastnil několika válek. Později vystřídal řadu funkcí na moři i v námořní administraci, vynikl mimo jiné jako odborník na torpéda. Absolvoval několik zaoceánských cest a svou kariéru završil jako velitel námořní pěchoty v Pule (1890–1893). V roce 1893 byl penzionován v hodnosti kontradmirála.

## Životopis

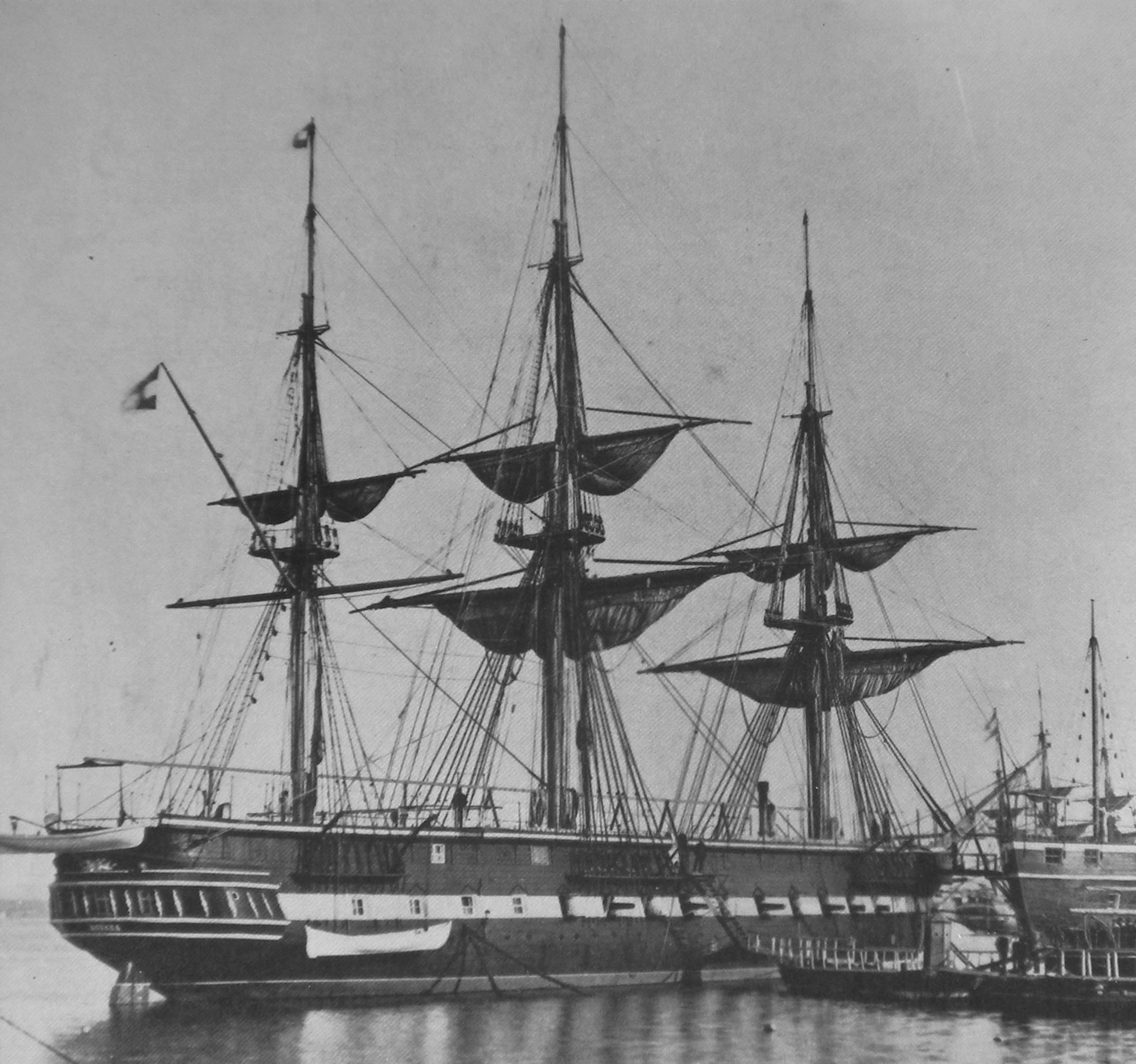
Fregata SMS Novara, na níž Richard Pogatschnigg doprovázel v letech 1864–1865 císaře Maxmiliána I. do Mexika

Byl synem Richarda Pogatschnigga, c. k. kapitána u 22. pěšího pluku. Studoval na C. k. námořní akademii v Terstu a v letech 1848–1849 na lodi SMS Venus absolvoval cestu z Istrie na Madeiru. V roce 1856 vstoupil jako kadet k námořnictvu. Podle dochovaných vysvědčení z námořní akademie ovládal výborně němčinu a italštinu, domluvil se také francouzsky a anglicky. Vzhledem ke svému původu používal i slovinštinu, kterou měl v zájmu služebního postupu na doporučení nadřízených upozadit, svého rodného jazyka se ale nevzdal až do závěru kariéry. Vystřídal službu na různých lodích a v roce 1859 získal hodnost praporčíka, kdy se na brize SMS Montecuccoli zúčastnil války se Sardinií. Na korvetě SMS Dandolo vykonal cestu do Španělska (1859–1860), poté působil u námořní základny v Terstu a uplatnil se i jako pedagog. Jako navigační důstojník na fregatě SMS Novara doprovázel císaře Maxmiliána I. do Mexika (1864–1865). Na pozici dělostřeleckého důstojníka na fregatě SMS Don Juan d'Austria se během války s Itálií zúčastnil bitvy u Visu (1866).

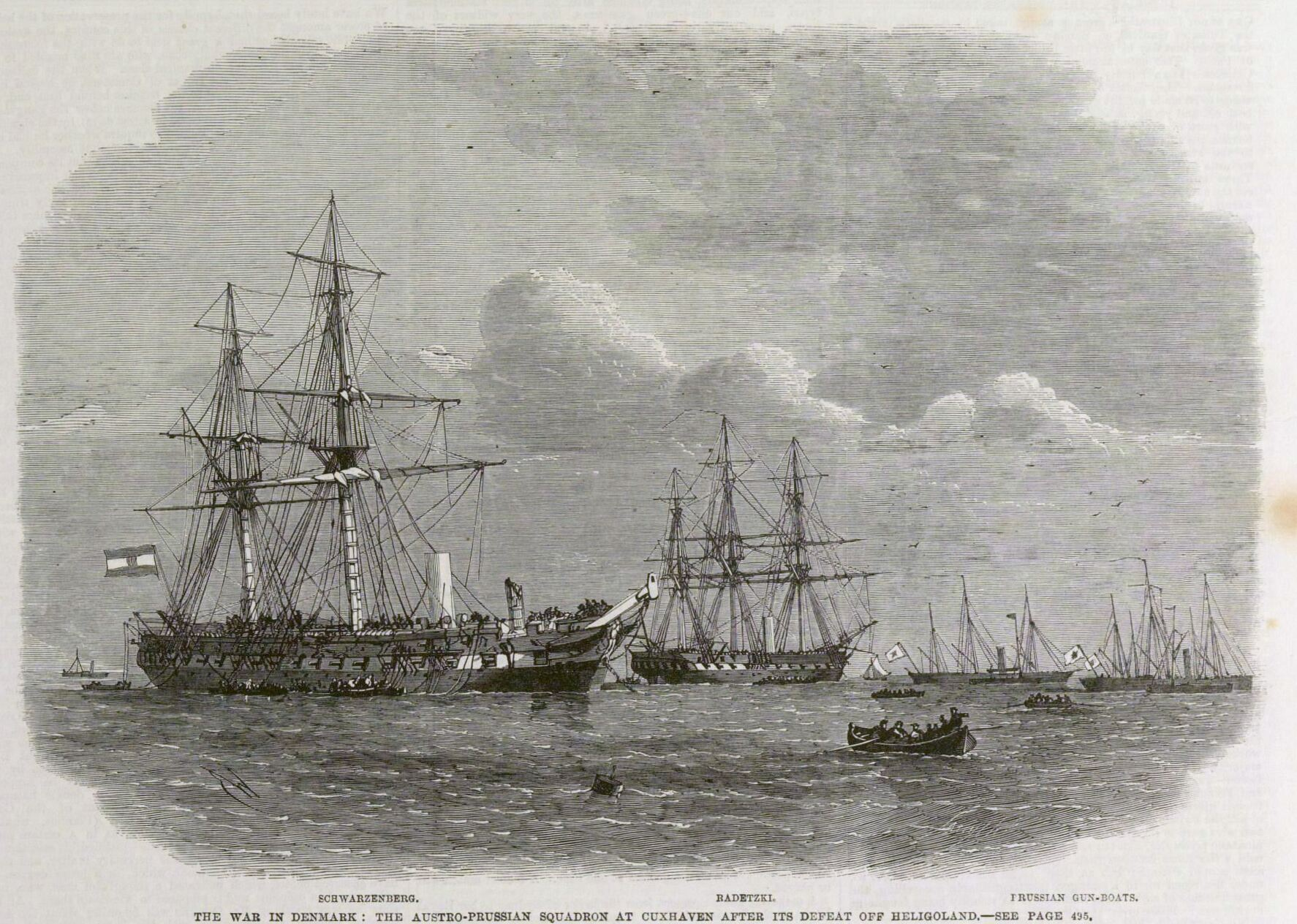
SMS Schwarzenberg, vlajková loď Richarda Pogatschnigga v letech 1884–1886

Postupoval v hodnostech (poručík II. třídy 1866, poručík I. třídy 1869) vystřídal různé funkce u námořního arzenálu v Pule, kde také velel menším jednotkám námořní pěchoty a sloužil též na cvičných lodích kadetů námořní akademie. Absolvoval kurz pro důstojníky dělostřelectva a později vynikl jako odborník při zavádění torpéd v námořnictvu. Byl prvním důstojníkem na lodích SMS Bellona a SMS Salamander (1876–1877) a následující dva roky strávil službou u výstrojní komise u arzenálu v Pule (1877–1879). Od dubna 1879 do května 1880 byl velitelem dělového člunu SMS Sansego v přístavu Castelnuovo (dnes Herceg Novi v Černé Hoře).
Jako korvetní kapitán (1. května 1880) byl velitelem cvičných lodí SMS Velebich (1882) a SMS Schwarzenberg (1884–1886). Mezitím byl v letech 1883–1884 na lodi SMS Andreas Hofer přidělen k vojenskému velitelství v Zadaru a k datu 1. května 1884 obdržel hodnost fregatního kapitána. V lednu 1886 byl vyslán do Havany, kde měl převzít velení fregaty SMS Donau na místo zemřelého kapitána Hermanna Czeiky von Hallburg. Nalodil se 9. února 1886 a z Karibiku pokračoval do New Yorku, po návratu do Evropy krátce kotvil v přístavech Severního a Baltského moře. V Kielu navštívil palubu lodi SMS Donau německý princ Jindřich Pruský, v Kronštadtu byl Pogatschnigg pozván na audienci k ruskému carovi Alexandrovi III. V Kodani jej přijal dánský král Kristián IX. a při návratu do domovského přístavu absolvoval ještě zastávku v Lisabonu s přijetím u portugalského krále Ludvíka I.
V hodnosti kapitána řadové lodi (1. listopadu 1886) zastával funkce u sborového námořního velitelství v Pule, kromě toho byl velitelem obrněných lodí SMS Don Juan d'Austria (1888) a SMS Tegetthoff (1889). Na vlajkové lodi SMS Laudon byl v letech 1889–1890 velitelem námořní divize. Nakonec zastával funkci velitele námořní pěchoty v Pule (Matrosen-Korps, 1890–1893). K datu 1. května 1893 byl penzionován a při té příležitosti obdržel hodnost kontradmirála.
Po odchodu do výslužby se usadil v Pule, kde zemřel 22. října 1895 ve věku 56 let. Je pohřben na námořním hřbitově v Pule.

## Řády a vyznamenání
Během služby u námořnictva se stal nositelem několika vysokých ocenění v Rakousku-Uhersku i v zahraničí.

### Rakousko-Uhersko
- Vojenský záslužný kříž s válečnou dekorací (1866)
- Válečná medaile (1873)
- Služební odznak pro důstojníky III. třídy (1879)
- Řád železné koruny III. třídy (1893)

### Zahraničí
- rytířský kříž Řádu Guadalupe (1864, Mexiko)
- Řád sv. Stanislava II. třídy (1877, Rusko)
- komandér Danebrožského řádu (1887, Dánsko)
- komandér Řádu Kristova (1887, Portugalsko)
- Námořní záslužný kříž III. třídy (1889, Španělsko)